# Ding zui
Ding zui (cinese: 顶罪; pinyin: dǐngzuì) è una pratica cinese che consiste nell'assumere sosia impostori che siano disposti a sostituire i loro committenti davanti a processi giudiziari, col fine di scontare la pena al posto altrui in cambio di lauti compensi in denaro .
Il termine significa letteralmente "criminale sostituto", ed è una pratica nota per essere relativamente comune tra le élite benestanti della Cina.
Accuse di ding zui emersero anche nel 2012, durante il processo di Gu Kailai. Il termine "controfigura" (替身) divenne rapidamente popolare sui vari forum online cinesi, nonostante i tentativi delle autorità del paese di attuare la censura.